# Riera de Gallifa
La riera de Gallifa també anomenat torrent de Gallifa és un curs d'aigua de Gallifa, Vallès Occidental, format per la unió de diversos torrents i fonts procedents dels cingles de Sant Sadurní. Forma la vall de Gallifa, encaixada entre la muntanya del Farell i els cingles de Sant Sadurní. S'uneix a la riera de la Roca per formar la riera de Caldes.